# Bigcreekite
La bigcreekite è un minerale.

## Etimologia
Il nome deriva dalla località di scoperta: Big Creek, nella contea californiana di Fresno.